# Drosophila asketostoma
Drosophila asketostoma är en tvåvingeart som beskrevs av Elmo Hardy 1965. Drosophila asketostoma ingår i släktet Drosophila och familjen daggflugor.
Artens utbredningsområde är Hawaii.